# Fango di perforazione
I fanghi di perforazione sono dei fluidi indispensabili impiegati durante la perforazione dei pozzi di ricerca di acqua, idrocarburi o di vapore in geotermia.

## Utilizzo

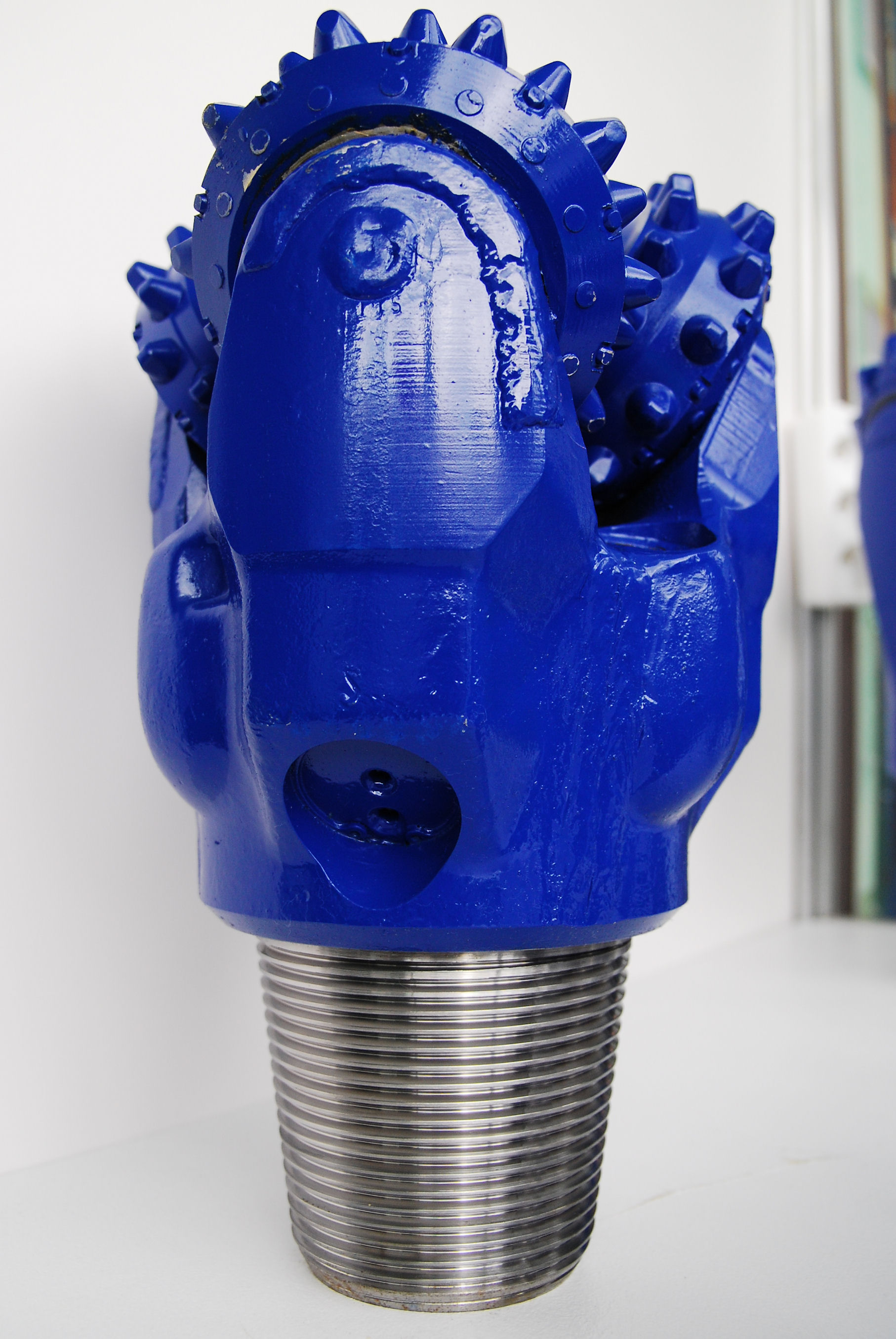
Scalpello tricono di perforazione usati in pozzi, alla base, fra due coni dentati è modellata la dusa da cui fuoriesce il fango di perforazione

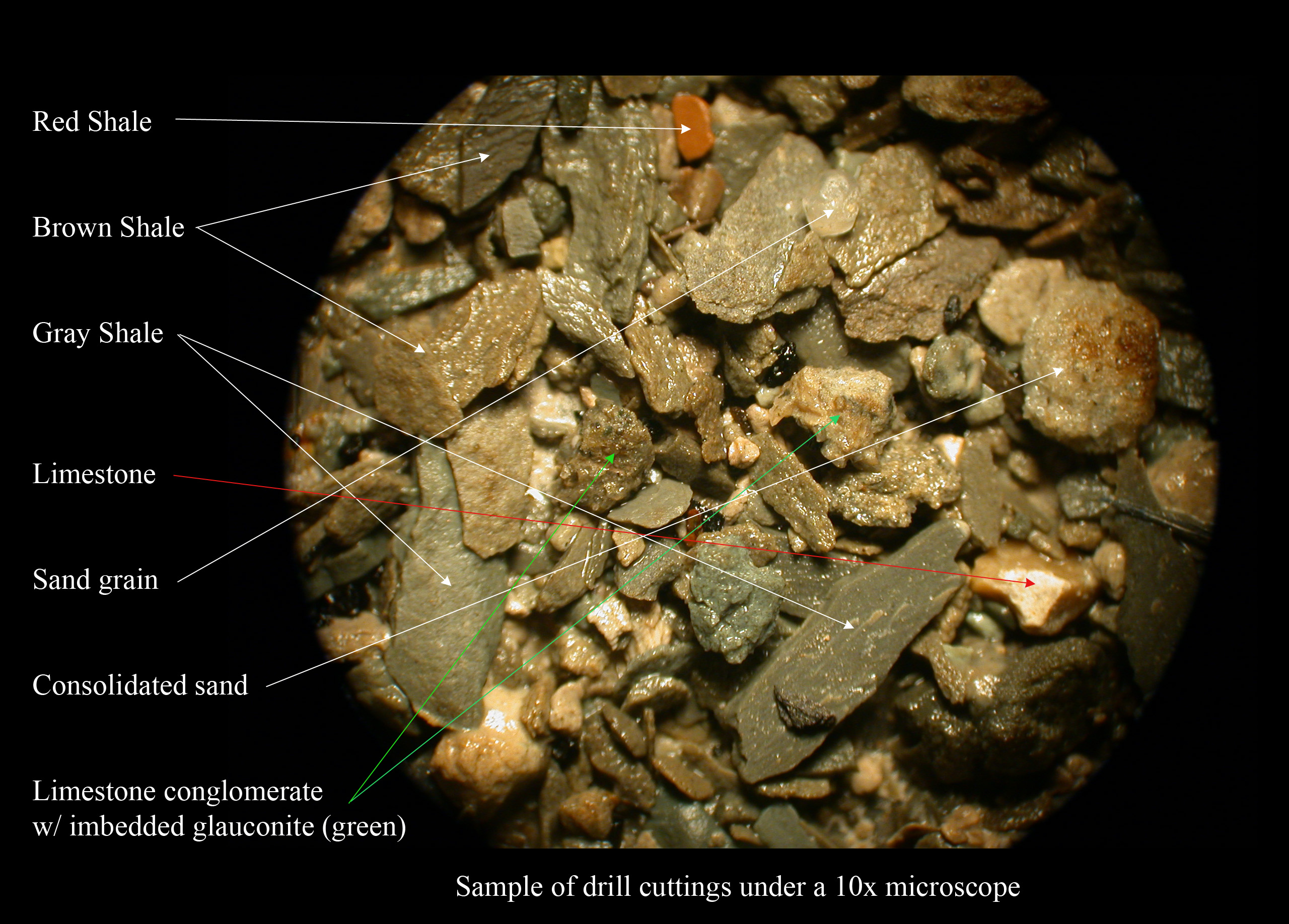
Analisi di cutting al microscopio

I fanghi di perforazione servono principalmente per:
- lubrificare e raffreddare lo scalpello di perforazione che altrimenti riscaldandosi, per l'attrito con la roccia, arriverebbe velocemente a rottura.
- Convogliare in superficie i frammenti di terra e roccia (comunemente noti con il termine tecnico inglese di cutting) prodotti dall'azione dello scalpello.
- Esercitare una contro pressione idrostatica al fondo foro e lungo le sue pareti scoperte (ossia non tubate) per contenere la fuoriuscita dei fluidi di strato ed evitare il rischio di kick o nei casi più gravi alla vera e propria eruzione del pozzo.
- Sostenere le pareti del foro (grazie alla pressione esercitata dal carico idrostatico), onde evitarne franamenti e perdita del foro perforato. Per questa caratteristica si dice che il fango deve fare "pannello" ossia deve praticamente "intonacare" le pareti del pozzo.
- La proprietà più importante del fango di perforazione deve essere la "tissotropia", ossia quella caratteristica che, al momento che la circolazione nel pozzo si interrompe, il fango da fluido gelifica tenendo imprigionati in sospensione i cutting derivanti dalla perforazione. In caso contrario questi detriti, fermandosi la circolazione del fluido, cadrebbero a fondo foro imprigionando lo scalpello e la parte terminale della "batteria" di perforazione.

Nella ricerca petrolifera il monitoraggio geologico dei fanghi di perforazione, tramite l'analisi al microscopio dei frammenti di roccia permette di riconoscere la stratigrafia della successione rocciosa perforata e fornisce le prime indicazioni sulle caratteristiche petrofisiche dei reservoir.

Inoltre l'analisi, tramite gascromatografi, dei fluidi contenuti nel fango uscente dal pozzo, fornisce importanti indizi per l'individuazione e il riconoscimento dei livelli mineralizzati ad idrocarburi.
In taluni casi fanghi simili sono utilizzati temporaneamente per sostenere le pareti di trincee o oltre opere di scavo di ingegneria civile entro terreni sciolti, prima della messa in opera del loro completamento finale.

## Composizione dei fanghi
Si possono distinguere fanghi:
- a base acquosa, sostanzialmente composti da argilla, prevalentemente bentonite, un minerale composto da calcio e sodio che si trova principalmente nei territori vulcanici (cd. "fanghi bentonitici")
- a base acquosa e polimeri speciali
- ad emulsione di olio minerale con acqua

Nel caso di sovrappressioni, la densità del fango viene aumentata aggiungendovi polveri composte da sostanze ad elevato peso specifico, come barite o ematite